# 東京商科学院専門学校
東京商科学院専門学校（とうきょうしょうかがくいんせんもんがっこう）は、東京都千代田区にある専門学校（現；東京ビジネス＆キャリア専門学校）の旧名称。
1979年(昭和54年)4月に専修学校認可を受け、学校法人東京日新学園が設置している。（かつては学校法人法商学園が設置していたが、同法人が経営破綻したため東京日新学園が経営を引き継いだ経緯がある。）英語表記は「TOKYO PROFESSIONAL TRAINING COLLEGE OF COMMERCE」。
2013年4月に東京法科学院専門学校と統合し、校名を東京商科・法科学院専門学校と変更（同時に学科編成を改組）。2025年に現在の校名へ変更。

## 学科専攻編成
経営・販売・事務・貿易等のビジネス分野とホテル・トラベル・鉄道等の観光分野を持ち、ビジネス知識と各分野の資格取得を目指すとともに正社員として就職することを最終目標としている。また夜間部を併設し、昼間は提携企業で働きながら夜間に学校で勉強する「働きながら学ぶ制度」により、自立進学も可能にしている。

昼間部（2年制：専門士の取得が可能）
- 経営ビジネス学科
  - 経営企画専攻
  - 経営後継者専攻
  - 国際経営ビジネス専攻（留学生）
  - ショップ経営専攻
- 事務・経理ビジネス学科
  - 情報経理専攻
- 貿易ビジネス学科
  - 貿易実務専攻
  - アジアビジネス専攻
- 観光ビジネス学科
  - ホテル・ブライダル専攻
  - トラベルビジネス専攻
  - 鉄道交通ビジネス専攻

夜間部（2年制：専門士の取得が可能）
- 経営・ショップビジネス学科II部
- 事務・情報ビジネス学科II部
- 観光ビジネス学科II部

## 年表
- 1979年 - 設立。
- 2013年 - 東京法科学院専門学校と統合し、校名を東京商科・法科学院専門学校と変更。
- 2025年 - 東京ビジネス&キャリア専門学校と校名を変更。

## 入学方法
- 推薦入学
- 一般入学
- AO入試入学

## 学費支援制度、奨学金等
- 働きながら学ぶ制度
- 学費月払制度（入学金のみで入学手続きが完了）
- 一般特待生試験制度（試験の結果により入学時納付金を減免）
- 留学生支援制度
- 日本学生支援機構・奨学金
- 日本政策金融公庫・教育ローン

## アクセス
- JR中央・総武緩行線 水道橋駅東口から徒歩5分
- 東京メトロ半蔵門線、都営地下鉄新宿線、都営地下鉄三田線 神保町駅A5出口から徒歩5分

## 姉妹校
- 東京法科学院専門学校